# تخیل جامعه‌شناختی
تخیل جامعه‌شناختی (به انگلیسی: Sociological imagination) یک اصطلاح علمی است که توسط جامعه‌شناس آمریکایی سی. رایت میلز در کتاب ۱۹۵۹ خود به نام "تخیل جامعه شناختی" برای توصیف نوع بینش ارائه شده توسط رشته جامعه‌شناسی ابداع شده‌است. این اصطلاح در کتابهای درسی مقدماتی در جامعه‌شناسی برای توضیح ماهیت جامعه‌شناسی و ارتباط آن در زندگی روزمره استفاده می‌شود.

## تعاریف
جامعه شناسان در درک آنها از مفهوم متفاوت هستند، اما دامنه چندین اشتراکات مهم را نشان می‌دهد. آنها با هم نتیجه می‌گیرند که سی. رایت میلز تخیل جامعه شناختی را «آگاهی از رابطه بین تجربه شخصی و جامعه گسترده تر» تعریف کرده‌است.
تخیل جامعه شناختی، می تواند فهم و آگاهی درستی برای جامعه شناس، محقق و هرکسی که به جامعه نگاهی متخیلانه می کند، فراهم آورد.(کتاب بازشناسی تحلیلی نظریه های مدرن جامعه شناسی>ح.ا.تنهایی)
تخیل جامعه شناختی، چشم‌انداز زندگی است که سعی می‌کند از یکنواختی زندگی روزمره جدا شود. به‌طور خاص، تخیل جامعه شناختی شامل فردی می‌شود که درک عمیقی از چگونگی زندگی‌نامه خود را نتیجه یک روند تاریخی می‌کند و در یک بستر اجتماعی بزرگتر رخ می‌دهد.

## چشم‌انداز جامعه‌شناسی
پیتر ال. برگر اصطلاح مربوط به «چشم انداز جامعه شناختی» را ابداع کرد. وی اظهار داشت: دیدگاه جامعه‌شناسی، دیدن کلیات در مسائل خاص است و به جامعه شناسان کمک می‌کند تا الگوهای کلی در رفتار افراد خاص را تحقق بخشند. می‌توان از دیدگاه جامعه شناختی به عنوان یک انتخاب شخصی و چگونگی نقش جامعه در شکل‌دادن به زندگی افراد فکر کرد.

## استفاده در فیلم
مزایای استفاده از با استفاده از فیلم‌های محبوب به منظور افزایش درک دانشجویان از موضوعات جامعه شناختی است که به‌طور گسترده‌ای شناخته شده‌است. کسانی که دوره‌های مربوط به مشکلات اجتماعی را آموزش می‌دهند، با استفاده از فیلم‌ها برای آموزش جنگ، کمک به دانشجویان در اتخاذ دیدگاه جهانی و مقابله با موضوعات روابط نژاد، گزارش می‌دهند.
مزایای استفاده از فیلم به عنوان بخشی از رویکرد چندرسانه ای برای دوره‌های آموزش فرهنگ عامه وجود دارد. این مطالعات را برای دانشجویان جامعه‌شناسی پزشکی ارائه می‌دهد تا تجربیات مشاهده ای را به صورت دستی انجام دهند. این ارزش فیلم‌ها را مستندات تاریخی تحولات در ایده‌ها، مواد و نهادهای فرهنگی می‌داند.
از فیلم‌های ویژه در دوره‌های مقدماتی جامعه‌شناسی استفاده می‌شود تا اهمیت فعلی تفکر جامعه‌شناسی را نشان دهد و نشان دهد که چگونه تخیل جامعه شناختی به مردم کمک می‌کند تا از دنیای اجتماعی خود معنا پیدا کنند. فرض اساسی این است که تخیل جامعه شناختی با پیوند دادن مواد جدید در زمینه نظریه تعارض و کارکردگرایی به بهترین وجه در کلاس مقدماتی توسعه و استفاده می‌شود.
تخیل جامعه شناختی همان‌طور که در تعیین و تجزیه و تحلیل فیلم‌های کاربردی به کار می‌رود، تا حدی از نظر جامعه شناختی تا حدودی اهمیت دارد، اما در انتقال دیدگاه تخیل جامعه شناختی، می‌تواند به ابزاری مفید برای یادگیری در مورد دیدگاه‌های جامعه شناختی تبدیل شود و بدین ترتیب آن را در روند خود بدست آورد. جامعه‌شناسی و ساخت فیلم واقعاً دست به دست هم می‌دهند، به دلیل پیام و مضمونی که به تصویر کشیده می‌شود و بینندگان به دلیل این امر واکنش نشان می‌دهند، به این ترتیب فضای ایجاد بحث و گفتگو از نظر تفسیر را ایجاد می‌کند.
به عنوان مثال، ساختن فیلمی که شخصیت را از چهار زاویه و موقعیتهای مختلف زندگی معرفی می‌کند، بر اساس معیارهای اجتماعی، روانشناختی و اخلاقی زندگی ترسیم می‌کند تا یک ایده ‌آل اصلی را جمع کند که از طریق کلیه معانی و استدلال در پشت اقدامات انجام شده توسط افراد تکرار شود و همچنین نتیجه کلی داستان به‌طور کلی.
از طریق مشاهده، بحث و گفتگو در بین افرادی صورت می‌گیرد که فیلم را با هدف رضایت از سرگرمی یا حتی مفهوم درک واقعی یا تفسیر موضوع فیلم‌ها مشاهده می‌کنند. در این بحث، نکات برجسته ای ارائه می‌شود، نتیجه‌گیری می‌شود و بسیاری از مشکلات / موقعیت‌های جزئی در جامعه مدرن در واقع برطرف می‌شوند، اگر حداقل در مصالحه به نفع برخی از گروه‌ها، موقعیت‌ها و فرآیندهای موجود در جریان امروزی قرار گیرند. جهان بنابراین، این تخیل جامعه شناختی دیگری را برای یافتن راه‌های سودمند و کارآمد برای کمک به مردم، تعیین کارهایی که از نظر اخلاقی مجاز هستند یا خیر، ایجاد می‌کند و حتی راهی برای ایده‌ها و راه‌های جدید برای شبکه سازی افراد از طریق همبستگی ایدئولوژی‌ها و جنبه‌ها ایجاد می‌کند، که می‌تواند تغییر کند یا حتی دیدگاه جامعه شناختی را به حالت روحی شخصی اضافه کند.

## نظریه‌های دیگر
هربرت بلومر، در کار خود با عنوان تعاملی نمادین: چشم‌انداز و روش ایده نگاه غیر استاندارد به دنیای اطراف ما را توسعه می‌دهد و به دانشمندان علوم اجتماعی برای درک و تجزیه و تحلیل منطقه مورد مطالعه کمک می‌کند.
هوارد اس. بکر، که از شاگردان بلومر بود، همچنان ایده خود را در مورد نگاه خاص به اشیاء مورد مطالعه توسعه داد و در سال ۱۹۹۸ کتابی به نام ترفندهای تجارت نوشت: «چگونه به تحقیقات خود بیاندیشید، در حالی که شما در حال انجام آن هستید.» او لیستی از توصیه‌هایی را ارائه می‌دهد که ممکن است در انجام تحقیقات جامعه شناختی مفید باشد.
ایده اصلی بکر، ایجاد تصویری جامع از شی مورد مطالعه، پدیده یا گروه اجتماعی است. برای این منظور، وی پیشنهاد می‌کند که قبل از انجام تحقیقات، به دانش آماری و تاریخی توجه ویژه ای داشته باشید، از تفکر انتقادی استفاده کنید، سعی در ایجاد یک تصویر جهانی از جهان داشته باشید تا نتیجه تحقیق قابل درک و قابل قبول برای همه باشد.